# Pommerellische Gesichtsurnenkultur

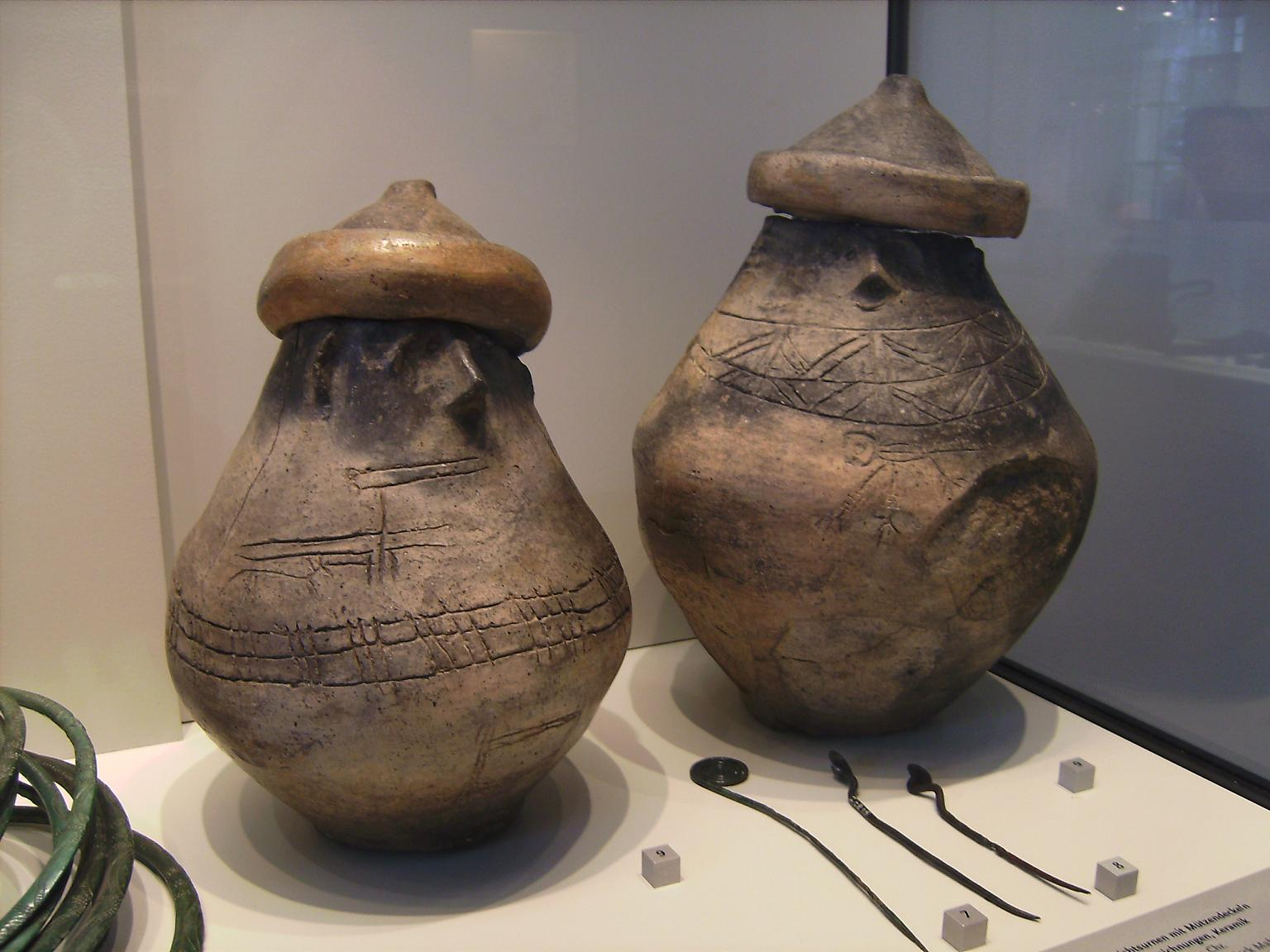
Pommerellische Gesichtsurnen mit Mützendeckeln (Museum für Vor- und Frühgeschichte, Berlin)

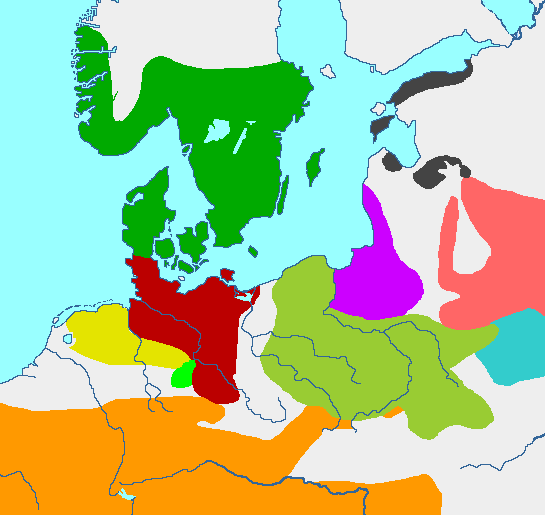
Frühe Eisenzeit:
Nordische Gruppe
Jastorfkultur
Harpstedt-Nienburger Gruppe
keltische Gruppen
pommerellische Gesichtsurnenkultur
Hausurnenkultur
ostbaltische Waldzonenkulturen
westbaltische Hügelgräberkulturen
Milogrady-Kultur
estnische Gruppe

Die Pommerellische Gesichtsurnenkultur, auch Pomoranische Kultur (poln. kultura pomorska oder kultura wschodniopomorska) und Pommersche Kultur genannt, war eine eisenzeitliche Kultur im heutigen Polen.
Das Zentrum der Pommerellischen Gesichtsurnenkultur lag zwischen unterer Weichsel und Danziger Bucht im Osten und der Stolpe (poln. Słupia) im Westen. Sie entwickelte sich im 7. Jahrhundert v. Chr. aus der Kaschubischen Gruppe der Lausitzer Kultur. Charakteristikum waren Urnen mit Gesichtsdarstellungen, die in Steinkisten beigesetzt wurden. Typische Grabbeigaben waren bronzene Fibeln und Ringe. Die Bestattungsbräuche ähneln auffällig denen der gleichzeitigen Hausurnenkultur zwischen Harz und Saalemündung.
Die Wirtschaftsform ähnelte derjenigen der Lausitzer Kultur. Roggen wurde erstmals systematisch angebaut, machte aber nur einen geringen Teil des Getreides aus. Wallburgen auf Hügeln waren seltener als weiter westlich in der Lausitzer Kultur.
Im weiteren Verlauf der Eisenzeit dehnte sich die Kultur weiter aus. Durch Vermischung mit anderen Kulturen entwickelte sich die Glockengräberkultur.
Es gibt die Vermutung, Träger der Gesichtsurnenkultur seien die Bastarnen gewesen. Diese wurden von antiken Autoren wie Tacitus allerdings erst erwähnt, als sie im unteren Donauraum erschienen und sich dort ansiedelten.